# Zgromadzenie Narodowe Nigru
Zgromadzenie Narodowe (fr. Assemblée Nationale) – jednoizbowy parlament Nigru, złożony ze 113 członków wybieranych na pięcioletnią kadencję. Okręgi wyborcze dzielą się na zwykłe i specjalne. W ośmiu okręgach zwykłych wybieranych jest 105 deputowanych. Stosuje się w nich ordynację proporcjonalną. Osiem jednomandatowych okręgów specjalnych przeznaczonych jest dla przedstawicieli mniejszości etnicznych. Obowiązuje tam ordynacja większościowa. 
Czynne prawo wyborcze posiadają obywatele Nigru dysponujący pełnią praw publicznych, z wyjątkiem osób odbywających karę pozbawienia wolności dłuższą niż rok oraz będących w trakcie procedury bankructwa. Obowiązuje cenzus wieku na poziomie 18 lat, przy czym nie dotyczy on osób pozostających w związkach małżeńskich, które mogą głosować niezależnie od swojego wieku. Bierne prawo wyborcze mają obywatele w wieku co najmniej 25 lat. Członkami parlamentu nie mogą być członkowie rządu, urzędnicy służby cywilnej, osoby utrzymujące się z pracy dla obcych państw i organizacji oraz jacykolwiek pracownicy najemni. 